# Karl Hofer
Karl Hofer (Karlsruhe, 11 de outubro de 1878 — Berlim, 3 de abril de 1955) foi um pintor expressionista alemão.

## Carreira
Um dos pintores mais destacados do expressionismo, nunca foi membro de nenhum dos grupos de pintura expressionista, como o "Die Brücke", mas foi influenciado pelos seus pintores. Seu trabalho estava entre aqueles considerados arte degenerada pelos nazistas, mas após a Segunda Guerra Mundial ele recuperou o reconhecimento como um dos principais pintores alemães.

## Trabalhos

### Trabalhos iniciais, 1898–1920
- 1901: Betende Kinder (crianças orando), óleo sobre tela, coleção particular, Karlsruhe, Alemanha
- 1903: Karl und Thilde Hofer (Karl e Thilde Hofer), óleo sobre tela, ex-propriedade de Hofer, Berlim, Alemanha
- 1907: Drei Badende Jünglinge (Três Jovens Banhistas), Óleo sobre Tela, Museu de Arte Winterthur, Winterthur, Suíça
- 1911: Im Sturm (por tempestade), óleo sobre tela, Museu de Arte Winterthur, Winterthur, Suíça
- 1913: Selbstbildnis (autorretrato), óleo sobre tela, coleção de fotos do estado da Baviera, Munique, Alemanha
- 1913: Fahnenträger (Flagbearer), Óleo sobre Tela, Galeria de Arte Municipal, Mannheim, Alemanha
- 1914: Im Meersand (na areia), óleo sobre tela, galeria de arte estatal, Karlsruhe, Alemanha
- 1918: Bildnis Theodor Reinhart (Retrato de Theodor Reinhart), Óleo sobre Tela, Irmãos Volkhart, Winterthur, Suíça

### Período intermediário, 1920–1933
- 1922: Maskerade oder Drei Masken (Máscara ou Três Máscaras), Óleo sobre Tela, Museu Wallraf-Richartz, Colônia, Alemanha
- 1922/1923: Freundinnen (namoradas), óleo sobre tela, Kunsthalle Hamburgo, Hamburgo, Alemanha
- 1924: Große Tischgesellschaft (Grande Jantar), Óleo sobre Tela, Museu de Arte Winterthur, Winterthur, Suíça
- 1924: Der Rufer (o chamador), óleo sobre tela, New Masters Gallery, Dresden, Alemanha
- 1925: Museu Nacional de Natureza morta da Sérvia, Belgrado, Sérvia
- 1926: Zwei Freunde (dois amigos), Óleo sobre tela, Städel, Frankfurt am Main, Alemanha
- 1928: Großer Karneval (Grande Carnaval), óleo sobre tela, coleção de fotos do estado da Baviera, Munique, Alemanha
- 1928: Yellow Dog Blues, óleo sobre tela, coleção particular
- 1930: Selbstbildnis mit Dämonen (autorretrato com demônios), óleo sobre tela, ex-propriedade de Hofer, Berlim, Alemanha

### Trabalho maduro, 1933–1945
- 1933: Gefangene (prisioneiro), óleo sobre tela, Berlinische Galerie, Berlim, Alemanha
- 1935: Frühe Stunde (Early Hour), Óleo sobre tela, Portland Art Museum, Portland, EUA
- 1935: Turmbläser (trompetistas), óleo sobre tela, ex-propriedade de Hofer, Berlim, Alemanha
- 1936: Agnuzzo - Italienische Landschaft (Agnuzzo - Paisagem italiana), Óleo sobre tela, The Detroit Institute of Arts, Detroit, EUA
- 1937: Mann in Ruinen (Homem em ruínas), Óleo sobre tela, Staatliche Kunstsammlungen Kassel, Kassel, Alemanha
- 1943: Die Schwarzen Zimmer (2. Fassung) (The Black Rooms, 2ª versão), Óleo sobre tela, Neue Nationalgalerie, Berlin, Germany
- 1944: Der Brief (A carta), óleo sobre tela, coleção particular
- 1944: Schwarzmondnacht (Lua Negra), Óleo sobre Tela, Antiga Propriedade Hofer, Colônia, Alemanha

### Trabalho tardio, 1945–1955
- 1947: Höllenfahrt (Descida ao Inferno), Óleo sobre tela, Ex Hofer Estate, Colônia, Alemanha
- 1947: Ruinennacht (Noite da Ruína), Óleo sobre tela, Ex-Hofer Estate, Colônia, Alemanha
- 1948: Schwarzmond (2. Fassung) (Lua Negra, 2ª versão, Óleo sobre Tela, Ex-Hofer Estate, Colônia, Alemanha
- 1950: Im Gestein (no rock), óleo sobre tela, coleção particular, sul da Alemanha
- 1951: Zwei Frauen (Doppelportrait), (Duas Mulheres) (Retrato Duplo), Óleo sobre Papelão, Coleção Privada, Colônia, Alemanha
- 1954: Zwei Masken (duas máscaras), óleo sobre tela, antiga propriedade de Hofer
- 1954: Drei Mädchen zwischen Leitern (três garotas entre maestros), óleo sobre tela, coleção particular, Colônia, Alemanha
- 1954: Vater und Tochter (pai e filha), óleo sobre tela, coleção particular, Colônia, Alemanha